# Aoua Keïta
Pour les articles homonymes, voir Keita.
Aoua Keïta est une sage-femme, militante et femme politique malienne, née le 12 juillet 1912 à Bamako (Soudan français) et morte le 7 mai 1980 à Bamako (Mali). Elle est considérée comme une figure marquante de l'indépendantisme, du syndicalisme et du féminisme au Mali.

## Jeunesse
Aoua Keïta naquit en 1912 à Bamako. Elle était la fille de Mariam Coulibaly et de Karamoko Keïta, originaire de Kouroussa (Guinée). Ce dernier était un ancien combattant de l'armée française employé ensuite dans l'administration coloniale, ce qui lui permettait d'entretenir sa large famille (il était polygame). En 1923, il inscrivit sa fille Aoua à l'école de Bamako « pour complaire à l'administration qui avait du mal à recruter des élèves pour l'école de filles locale ». Il se signalait ainsi par une certaine capacité à dépasser la distribution traditionnelle des rôles entre femmes et hommes qui ne fut d'ailleurs pas du goût de tous, à commencer par la propre mère d'Aoua qui désapprouvait ostensiblement cette transgression des usages.
Après ses études primaires à l’École des filles, elle fréquenta le Foyer des métisses de Bamako, puis poursuivit ses études à l’École africaine de médecine et de pharmacie de Dakar, de 1928 à 1931 où elle obtint un diplôme de sage-femme et devenue l'une des premières femmes d'Afrique noire à obtenir ce diplôme. Elle exerça d’abord à Gao, puis à Tougan, Kayes, Niono, Kokry, Markala et Nara.
Elle épousa en 1935 Daouda Diawara, un médecin auxiliaire qu'elle avait rencontré à l'école de Dakar. Ils se séparèrent en 1949 après quatorze ans de vie commune, sous pression familiale dans la mesure où ils n'étaient pas parvenus à avoir un enfant. Elle se maria plus tard une seconde fois avec Djimé Diallo expert de l'Unesco à l'École normale supérieure au Congo Brazzaville.

## Carrière politique
Aoua Keïta a été une militante politique, combattant pour l’indépendance du Soudan français. Dès 1946, elle rejoint l’Union soudanaise-Rassemblement démocratique africain (US-RDA).
En 1950, elle est mutée à Gao. Elle renonce l'année suivante à la nationalité française et se trouve toujours à Gao lors des élections de 1951, alors que tous les autres fonctionnaires militants de l'US-RDA ont été mutés à l'approche des élections par l'administration coloniale qui soutient le camp adverse. Aoua Keïta joue alors un rôle important dans la victoire du parti à ces élections et la transparence du vote, n'hésitant pas à s'opposer publiquement aux officiers français qui tentaient d'en entraver le bon déroulement. À la suite des élections, elle est donc mutée à son tour pour « raisons disciplinaires ».
Elle est envoyée à Bignona (Casamance) au Sénégal, puis à Nara et enfin à la maternité de Kati, près de Bamako. Elle y fonde le Mouvement intersyndical féminin, qu'elle représente en 1957 au Congrès constitutif de l'Union générale des travailleurs de l'Afrique noire.
Militante syndicale, elle est élue au bureau des Syndicats des travailleurs du Soudan en 1957. Son militantisme aura comme conséquence ses multiples mutations pour raison disciplinaire.
En 1958, elle entre au bureau politique de l'US-RDA, c'est alors la seule femme, et est nommée membre du Comité constitutionnel de la République soudanaise. Elle est élue en 1959 députée de la Fédération du Mali, à Sikasso. C'est alors la première femme malienne à être élue à ce poste. À ce titre, elle participe à l'élaboration de la constitution de la fédération. Elle jouera un rôle politique de premier plan, au côté de Modibo Keïta jusqu'au coup d'État militaire de 1968. Elle a notamment été également la seule femme à prendre part, en 1962, à l'élaboration du Code malien du mariage et de la tutelle qui fut une grande avancée pour les droits de la femme au Mali.
Elle représente le Mali en juillet 1959 à la rencontre constitutive de l'Union des femmes de l'Afrique de l'Ouest, à Bamako.
Elle est à l'origine de la Journée internationale de la femme africaine (JIFA), promulguée par l'ONU et l'OUA le 31 juillet 1962.
En 1962, elle participe à la conférence des femmes de Dar es Salam qui donna naissance à l'Organisation panafricaine des femmes.
En 1975, elle publie Femme d’Afrique. La vie d’Aoua Keïta racontée par elle-même.
Le coup d'État militaire réalisé par Moussa Traoré en 1968 marque la fin de sa carrière politique. Elle quitte alors le Mali et rejoint son second mari en République du Congo en 1970. Elle ne rentra au Mali qu'en 1979, et mourra un an plus tard à l'âge de 67 ans.

## Œuvres
- Femme d'Afrique. La vie d’Aoua Kéïta racontée par elle-même, Présence africaine, Paris, 1975  (ISBN 2-7087-0320-X)

## Distinctions et reconnaissance nationale
- 1976 Grand prix littéraire d'Afrique noire pour son autobiographie[10].
- Médaille d'or de l'indépendance du Mali
- Ordre de la Perfection de la RAU
- Mérite de la Croix-Rouge de l'Empire de l'Éthiopie
- Grand Officier de l'ordre national du Sénégal
- Grand Commandeur de l'ordre de l'Étoile d'Afrique du Liberia
- Officier de l'ordre national du Dahomey[5]
- En 1999 est créé le centre de formation professionnelle Aoua-Keita situé à Dravela Bolibana.
- Une salle de conférence a été baptisée "salle Aoua Keita" au sein de l'Assemblée nationale malienne.
- Le 30 mai 2011, une rue d'Angers est baptisée "rue Aoua Keita"[11]

## Prix Aoua Keïta
L'Association pour le progrès et la défense des droits des femmes (APDF), association féministe malienne créée le 6 avril 1991 a créé le prix Aoua Keïta remis chaque année dans le cadre de la Journée panafricaine de la femme pour récompenser « l'effort, le dévouement, et le courage des femmes et les hommes » pour la « promotion et la défense des droits de la femme »